# Języki janomamskie
Języki janomamskie – rodzina językowa używana przez plemiona Janomamów z Amazonii, z obszaru południowej Wenezueli i północno-zachodniej Brazylii.

## Klasyfikacja
| Grupy i języki                                                      | Liczba mówiących | Kraje               |
| ------------------------------------------------------------------- | ---------------- | ------------------- |
| ninamski (yanam, xirixana)                                          | 900              | Brazylia, Wenezuela |
| sanumacki (cziriczano, samatali, sanema, sanima, tsanuma, xamatari) | 5070             | Wenezuela, Brazylia |
| janomamski (waikacki, yanomami, parahuri, surara, xurima)           | 6000             | Brazylia            |
| janomamyski (guaharibo, shamatri)                                   | 19 700           | Wenezuela, Brazylia |
| jaroamjeski (yawari)                                                | 430              | Brazylia            |